# Skarszewy
Skarszewy este un oraș în Polonia.